# Bohadschia vitiensis
Bohadschia vitiensis е вид морска краставица от семейство Holothuriidae.

## Разпространение и местообитание
Видът е разпространен в Австралия, Американска Самоа, Бангладеш, Бруней, Вануату, Виетнам, Гуам, Египет, Източен Тимор, Индия, Индонезия, Камбоджа, Кения, Кирибати, Китай, Коморски острови, Мавриций, Мадагаскар, Майот, Малайзия, Малдиви, Маршалови острови, Мианмар, Микронезия, Мозамбик, Науру, Ниуе, Нова Каледония, Острови Кук, Палау, Папуа Нова Гвинея, Питкерн, Реюнион, Самоа, САЩ (Хавайски острови), Северни Мариански острови, Сейшели, Сингапур, Соломонови острови, Тайланд, Танзания, Токелау, Тонга, Тувалу, Уолис и Футуна, Фиджи, Филипини, Френска Полинезия, Шри Ланка и Япония.
Среща се на дълбочина около 8 m.

## Описание
Популацията на вида е намаляваща.